# Vladimir Kallach
Vladimir Vladimirovitch Kallach (en russe : Владимир Владимирович Каллаш), né le 1er mars 1866 (13 mars dans le calendrier grégorien) à Iakoubivka, propriété familiale des Kallachovek, actuellement un village de l'oblast de Tchernihiv en Ukraine, et mort le 29 janvier 1918 à Moscou est un critique littéraire, folkloriste et bibliographe russe et ukrainien.

## Carrière
Il est diplômé de la Faculté d'histoire et de philologie de l'université impériale de Moscou (ru) en 1890. Il commence à publier dans la presse en 1884. Ses principaux ouvrages sont consacrés à l’histoire littéraire, à l'analyse des textes et aux éditions bibliographiques des écrivains russes du XIXe siècle. Il enseigne dans des écoles de Moscou et est un collaborateur et ami de Mykhaïlo Hrouchevsky. Vladimir Kallach est l'auteur de nombreux articles et publications dans les revues La Pensée russe, Les Archives russes (ru), Le Bulletin philologique russe (ru), etc.

## Principaux travaux
Il est notamment l'auteur du premier ouvrage scientifique consacré à Ivan Krylov (vol. 1 à 4, Saint-Pétersbourg, 1904-1905), comprenant des lettres et différentes versions de fables. Il est également l'éditeur des œuvres complètes de Mikhaïl Lermontov (vol. 1-6, M, 1914-1915), dont le dernier volume contient les mémoires et des documents critiques sur le poète, des Œuvres et lettres de Nicolas Gogol (vol. 1-9, Saint-Pétersbourg, 1907–1909) et des Œuvres complètes de A. N. Radishchev (vol. 1-2, M., 1907).